# Julie Pomikálková
Julie Pomikálková (25. ledna 1921 - ???) byla česká a československá politička Komunistické strany Československa a poslankyně Sněmovny národů Federálního shromáždění za normalizace.

## Biografie
K roku 1971 se profesně uvádí jako dělnice. V srpnu 1969 byla v souvislosti s nástupem normalizace a čistek mezi funkcionáři strany zvolena do pléna Okresního výboru KSČ v Liberci, v únoru 1970 do předsednictva OV KSČ. Na těchto postech setrvala i po roce 1971.
Ve volbách roku 1971 zasedla do české části Sněmovny národů (volební obvod č. 32 - Liberec, Severočeský kraj). Ve FS setrvala do konce funkčního období, tedy do voleb roku 1976.